# Społeczność Chrześcijańska Wrocław-Południe

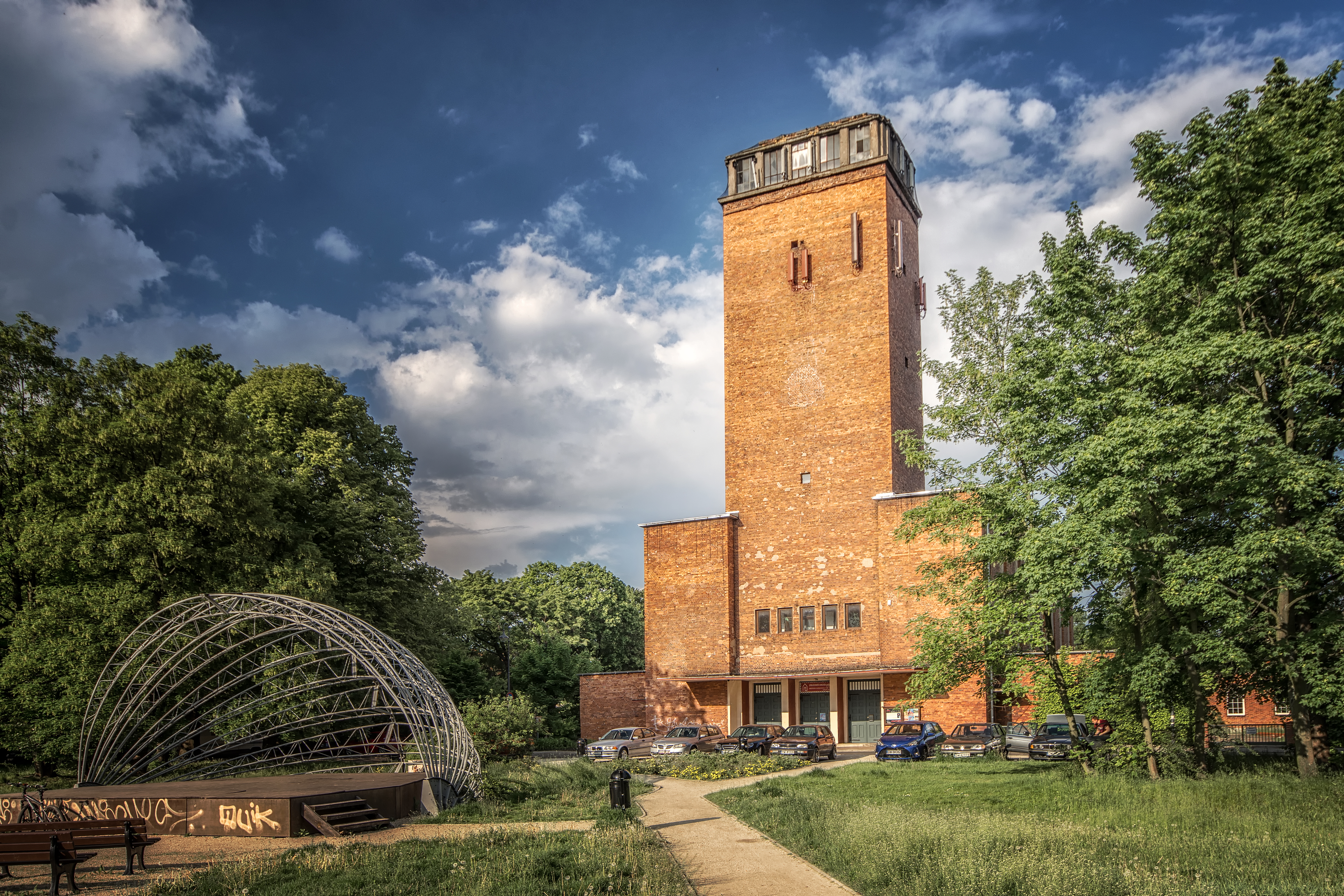
Kościół ewangelicko-augsburski Gustawa Adolfa we Wrocławiu, gdzie odbywały się nabożeństwa Społeczności

Społeczność Chrześcijańska Wrocław-Południe – zbór Kościoła Chrystusowego w RP, działający we Wrocławiu.

## Historia
Od 2004 w I Zborze Kościoła Chrześcijan Baptystów we Wrocławiu zaczął powstawać podział w łonie jego członków odnośnie sposobów jego prowadzenia. Wobec tego wśród części jego członków pojawiły się tendencje separatystyczne, planowali oni wydzielenie się z jego struktur i powołanie osobnego IV Zboru Baptystycznego, na co nie uzyskali jednak zgody. Nawiązali więc kontakty z prezbiterem naczelnym Wspólnoty Kościołów Chrystusowych, Andrzejem Bajeńskim. W 2006 został wystosowany przez nich wniosek o przyjęcie jako zbór w struktury tego kościoła, zatwierdzony przez Radę Krajową WKCh, zebraną 21 sierpnia 2006 roku w Zakościelu. Został wówczas utworzony zbór Społeczność Chrześcijańska we Wrocławiu. Pastorem przełożonym nowego zboru został Stanisław Blank. Początkowo jednostka liczyła około 30 wiernych.
Od 2007 miejscem nabożeństw Społeczności stał się Kościół Gustawa Adolfa w dzielnicy Sępolno, udostępniony przez Parafię Ewangelicko-Augsburską św. Krzysztofa.
Kolejnym pastorem przełożonym zboru został Mirosław „Klekot” Walczak, funkcję pastorów pomocniczych pełnili Stanisław Blank i Krzysztof Pawłusiów. W 2016 wspólnota skupiała około 350 wiernych. Należała do jednych z najszybciej rozwijających się zborów ewangelikalnych na terenie kraju.
Po przejściu większości członków Społeczności do Kościoła Zielonoświątkowego w RP i powołaniu zboru tej denominacji, który kontynuuje działalność w Kościele Gustawa Adolfa, aktywność zboru pozostałego w strukturach Kościoła Chrystusowego w RP ograniczyła się do prowadzenia grupy misyjnej tego wyznania. Pełniącym obowiązki pastora przełożonego zboru pozostawał Andrzej W. Bajeński. Wspólnota powstała na bazie grupy rozpoczęła następnie prowadzenie regularnych nabożeństw w budynku Hotelu „Bielany” i przyjęła nazwę Społeczność Chrześcijańska Wrocław-Południe.

## Działalność
Zbór prowadzi niedzielne nabożeństwa w sali konferencyjnej hotelu „Bielany” przy ul. Klecińskiej 3, w trakcie których mają również miejsce zajęcia szkółki niedzielnej dla dzieci. Działają grupy domowe, odbywają się także spotkania dla kobiet i dla mężczyzn. Pełniącym obowiązki pastora przełożonego zboru jest Karol Tatera.